# Красный маяк (завод)
ПАО «Ярославский завод „Красный маяк“» (ЯЗКМ) — производитель электровибраторов и виброоборудования, расположенный в городе Ярославле.

## История
«Красный маяк» ведёт свою историю с 1786 года, когда появились кожевенные мастерские купца Шапулина. Затем это было винокуренное производство, позднее — свинцово-белильный завод купца Сорокина, переименованный в 1922 году в «Красный маяк».
В 1930-е годы завод «Красный маяк» был определён основным изготовителем и разработчиком электромеханических вибраторов. Серийное производство началось в 1936 году.
Традиционно производство завода размещалось в центральной части города в комплексе зданий у Октябрьской площади и Волжской набережной около Октябрьского моста. С 2004 года производство начало переводиться на окраину города в Заволжский район, на территорию бывшего завода «Машприбор». В 2005 году этот процесс был завершен без остановки производства. Размещение на новой площадке позволило заметно повысить эффективность предприятия и при этом улучшить экологическую ситуацию в центре Ярославля. Освободившиеся площади на набережной Волги переоборудованы под офисы, торговые площади, развлекательные, досуговые центры и клубы — Культурно-коммерческий комплекс «Красный маяк».
По итогам работы за 2009 и 2010 гг. «Красный маяк» признан «Лучшим предприятием Ярославской области» (итоги соответствующего конкурса подводятся, исходя из данных государственной статистики). В 2011 году два новых вида продукции ОАО «ЯЗКМ» победили во Всероссийском конкурсе «Сто лучших товаров России».

#### Конфликт вокруг завода
В 2003-2008 годов между акционерами завода имел место корпоративный конфликт, который закончился осуждением одного из акционеров - Сонина Константина Викторовича. Приговором Замоскворецкого районного суда города Москвы Сонин К.В. был осужден на 5 лет условно за мошенничество с акциями завода.
Далее Сонин К.В. попался на взятке и посадили его на 12 лет.

## Продукция
- Вибраторы (площадочные) общепромышленного применения (0,12-7 кВт, 1-9 тысяч оборотов в минуту).
- Вибраторы глубинные (общестроительные и высокочастотные).
- Трехфазные асинхронные электродвигатели (60-120 Вт).
- Виброоборудование (виброрейки, вибростолы, виброуплотнители, вибропогружатели, шкафы управления электродвигателями).